# Kazuo Ozaki
Kazuo Ozaki (jap. 尾崎 加寿夫 Ozaki Kazuo; ur. 7 marca 1960) – były japoński piłkarz, reprezentant kraju.

## Kariera klubowa
Od 1978 do 1994 roku występował w klubach: Urawa Reds, Arminia Bielefeld, St. Pauli, Düsseldorf i Verdy Kawasaki.

## Kariera reprezentacyjna
W reprezentacji Japonii Kazuo Ozaki zadebiutował 8 lutego 1981 roku. W reprezentacji Japonii Kazuo Ozaki występował w latach 1981–1983. W sumie w reprezentacji wystąpił w 17 spotkaniach.

## Statystyki
| Reprezentacja Japonii | Reprezentacja Japonii | Reprezentacja Japonii |
| Rok                   | Mecze                 | Gole                  |
| --------------------- | --------------------- | --------------------- |
| 1981                  | 9                     | 2                     |
| 1982                  | 7                     | 1                     |
| 1983                  | 1                     | 0                     |
| Razem                 | 17                    | 3                     |